# Wilson Carabalí
Wilson Ivàn Carabalí Gonzales (Guayaquil, 11 de agosto de 1972) es un exfutbolista ecuatoriano. Jugaba de defensa y su último equipo fue el Orense SC de Ecuador.

## Familia
Wilson Carabalí es el padre de los también futbolistas ecuatorianos Omar Carabalí que desempeña en O'Higgins y Wilson Carabalí Jr. quien se desempeña en Colo-Colo de Chile (Omar está en el primer equipo de La Calera y Wilson Carabalí Jr. está en las inferiores del club colocolino) y actualmente está radicado en Santiago de Chile

## Clubes
| Club             | País    | Año       |
| ---------------- | ------- | --------- |
| Calvi FC         | Ecuador | 1990-1993 |
| Barcelona SC     | Ecuador | 1994      |
| Calvi FC         | Ecuador | 1995      |
| Emelec           | Ecuador | 1996-2002 |
| Deportivo Cuenca | Ecuador | 2003      |
| Barcelona SC     | Ecuador | 2004-2005 |
| Emelec           | Ecuador | 2006      |
| Norte América    | Ecuador | 2007      |
| Audaz Octubrino  | Ecuador | 2008      |
| Atlético Audaz   | Ecuador | 2009-2010 |
| Rocafuerte FC    | Ecuador | 2011      |
| Orense SC        | Ecuador | 2012      |

## Palmarés

### Campeonatos nacionales
| Título             | Club   | País    | Año  |
| ------------------ | ------ | ------- | ---- |
| Serie A de Ecuador | Emelec | Ecuador | 2001 |
| Serie A de Ecuador | Emelec | Ecuador | 2002 |